# Kanzel St-Étienne (Lille)

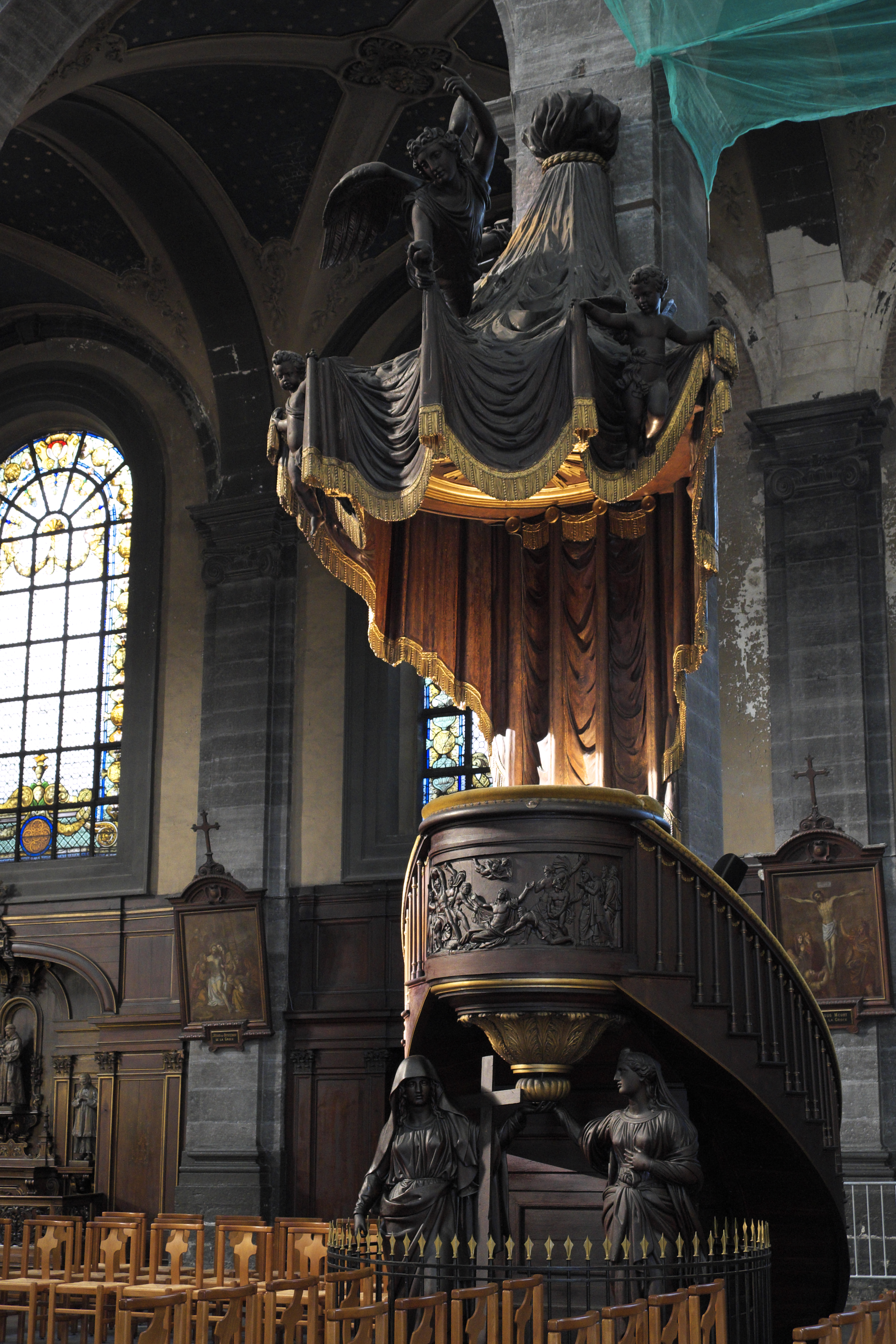
Kanzel in der Kirche St-Étienne in Lille

Die Kanzel in der Kirche St-Étienne von Lille, einer französischen Stadt im Département Nord in der Region Hauts-de-France, wurde 1824/25 von François Rude geschaffen. Im Jahr 1971 wurde die Kanzel als Monument historique in die Liste der denkmalgeschützten Objekte (Base Palissy) in Frankreich aufgenommen.
Der Korb der aus Holz gefertigten Kanzel ist mit einem Relief geschmückt, das die Steinigung des heiligen Stephanus darstellt. Am Sockel stehen zwei Holzskulpturen, die die Religion und die Hoffnung symbolisieren. Ein schmiedeeisernes Gitter umgibt die Figuren.
Der Schalldeckel, der wie ein Theatervorhang drapiert ist, wird von Engeln bekrönt.

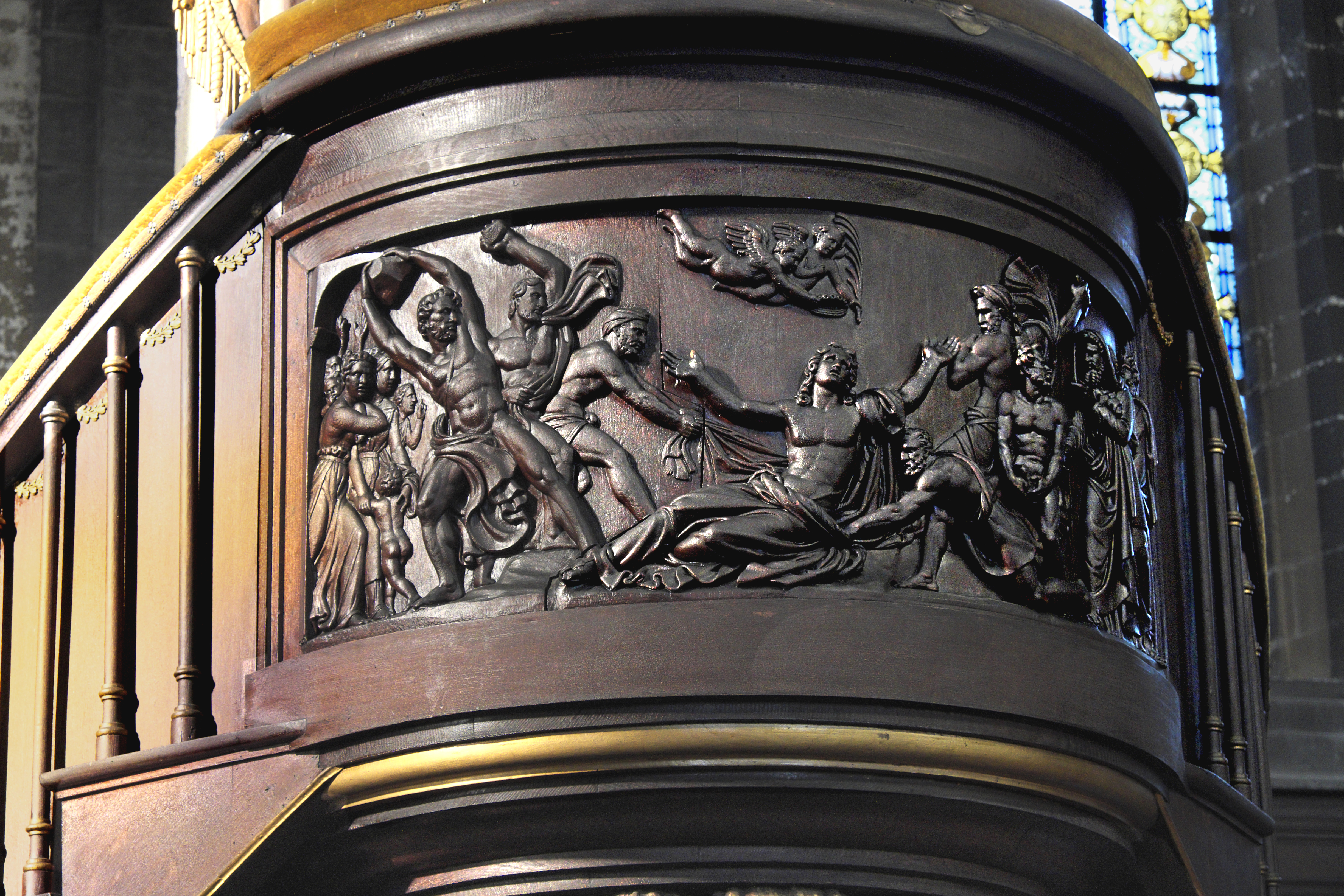
Kanzelkorb mit der Darstellung der Steinigung des heiligen Stephanus
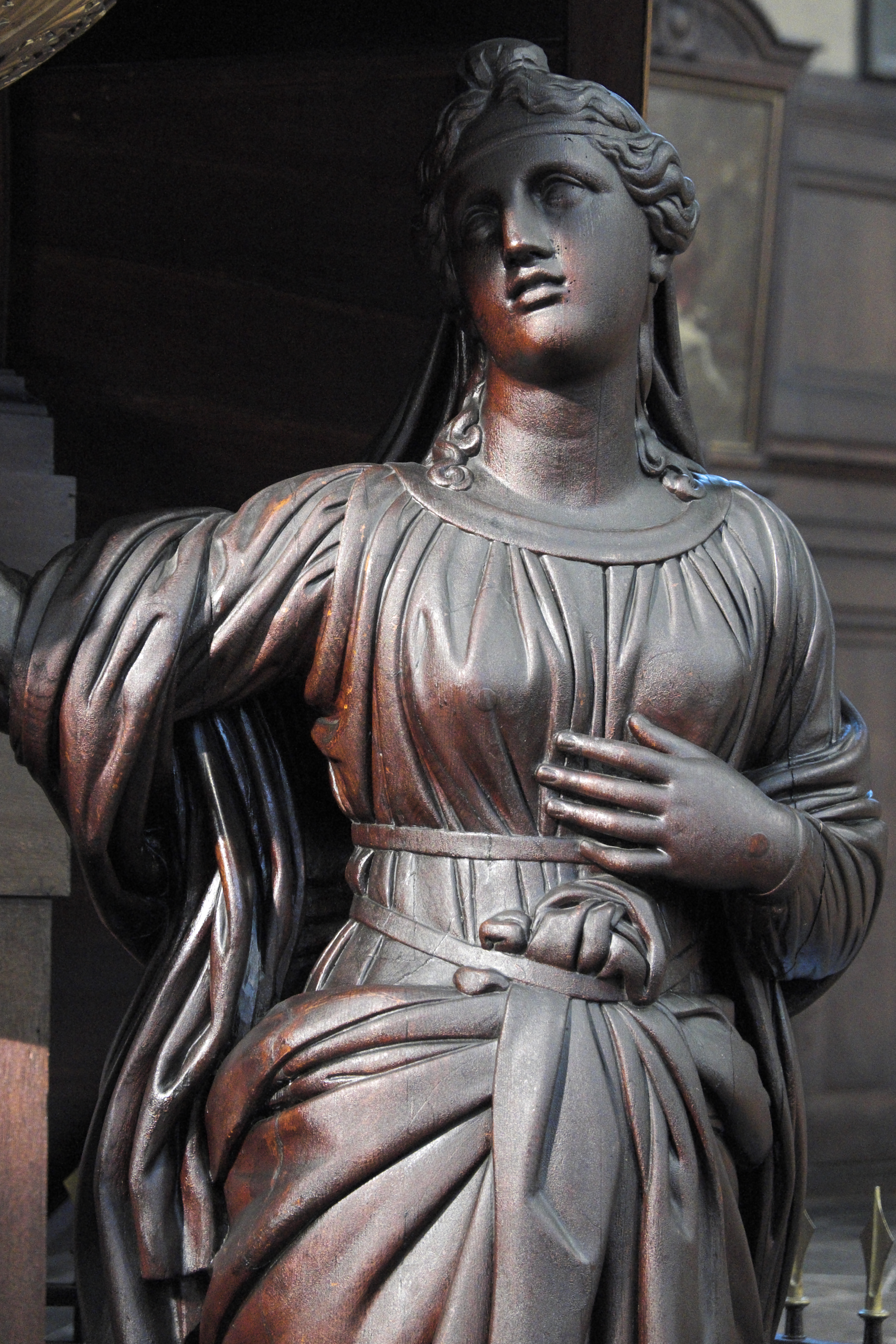
Holzskulptur
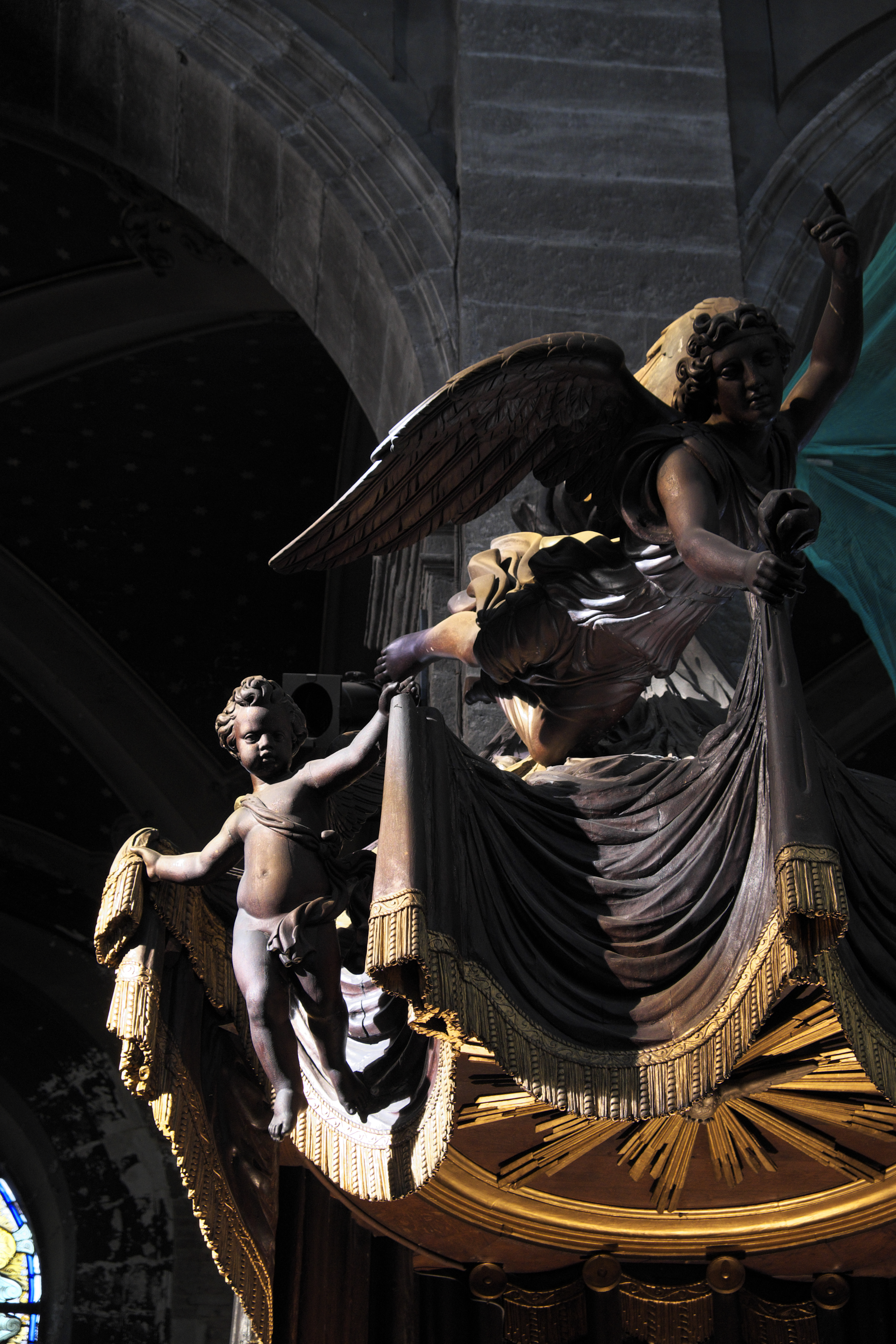
Schalldeckel mit Engeln